# ゲオルク・ティーレ (駆逐艦)
Z2 ゲオルク･ティーレ (Z2 Georg Thiele) は、第二次世界大戦時のドイツ海軍艦艇。1934型駆逐艦の2番艦として建造された。艦名は第一次世界大戦のテセル島沖海戦で戦死したドイツ帝国海軍のゲオルク･ティーレ少佐に因んでいる。

## 艦歴
Z2 ゲオルク・ティーレは1934年7月7日に発注され、1934年10月25日にキールのドイチェウェルケ造船所でヤード番号K243として起工された。1935年8月18日進水、1937年12月1日に第1駆逐師団に配属され、1937年2月27日就役。1938年4月に姉妹のZ3 マックス・シュルツとZ4 リヒャルト・バイツェンと共にノルウェーのウルヴィクに寄港した。その後、建造者であるドイチェ・ウェルケ社に引き渡され、向かい波で大量の水が船首を越えてきたことによる損傷を修復するため、船首の改造が行われた。これにより全長が30メートル伸びた。その後、アドルフ・ヒトラーとハンガリー王国摂政ミクロシュ・ホルティのために8月22日に行われた艦観式と、それに続く艦隊演習に参加した。 12月、ゲオルク・ティーレは、姉妹のZ1レーベレヒト・マース、マックス・シュルツ、リヒャルト・バイツェンと共に、新しい艦首で北大西洋の冬における耐航性を評価するため、アイスランド付近まで航海した。
1939年8月、バルト海で水雷艇「ティーガー」と衝突し損傷した駆逐艦「マックス･シュルツ(Z3)」を曳船に引き継ぐまで曳航した。
1940年4月、ノルウェー侵攻部隊にナルヴィク攻略部隊として参加する。4月9日、侵攻部隊はオフォトフィヨルドに進入する。「ゲオルク･ティーレ(以下、"Z2")」と駆逐艦「ヴィルヘルム･ハイドカンプ(Z21)」、「ベルント･フォン･アルニム(以下、"Z11")」の3隻がナルヴィク港の占領に向かい、その際ノルウェーの海防戦艦2隻を撃沈した。

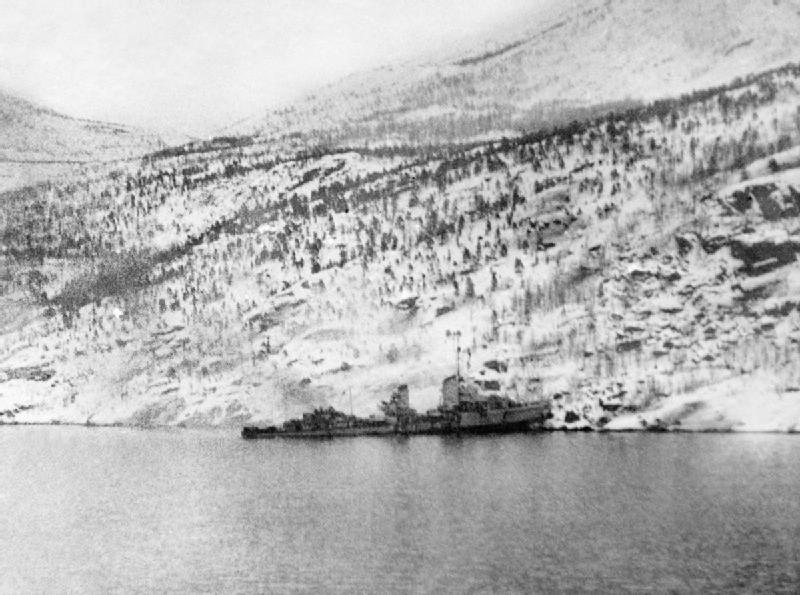
イギリス海軍の艦艇が撮影した、座礁したZ2

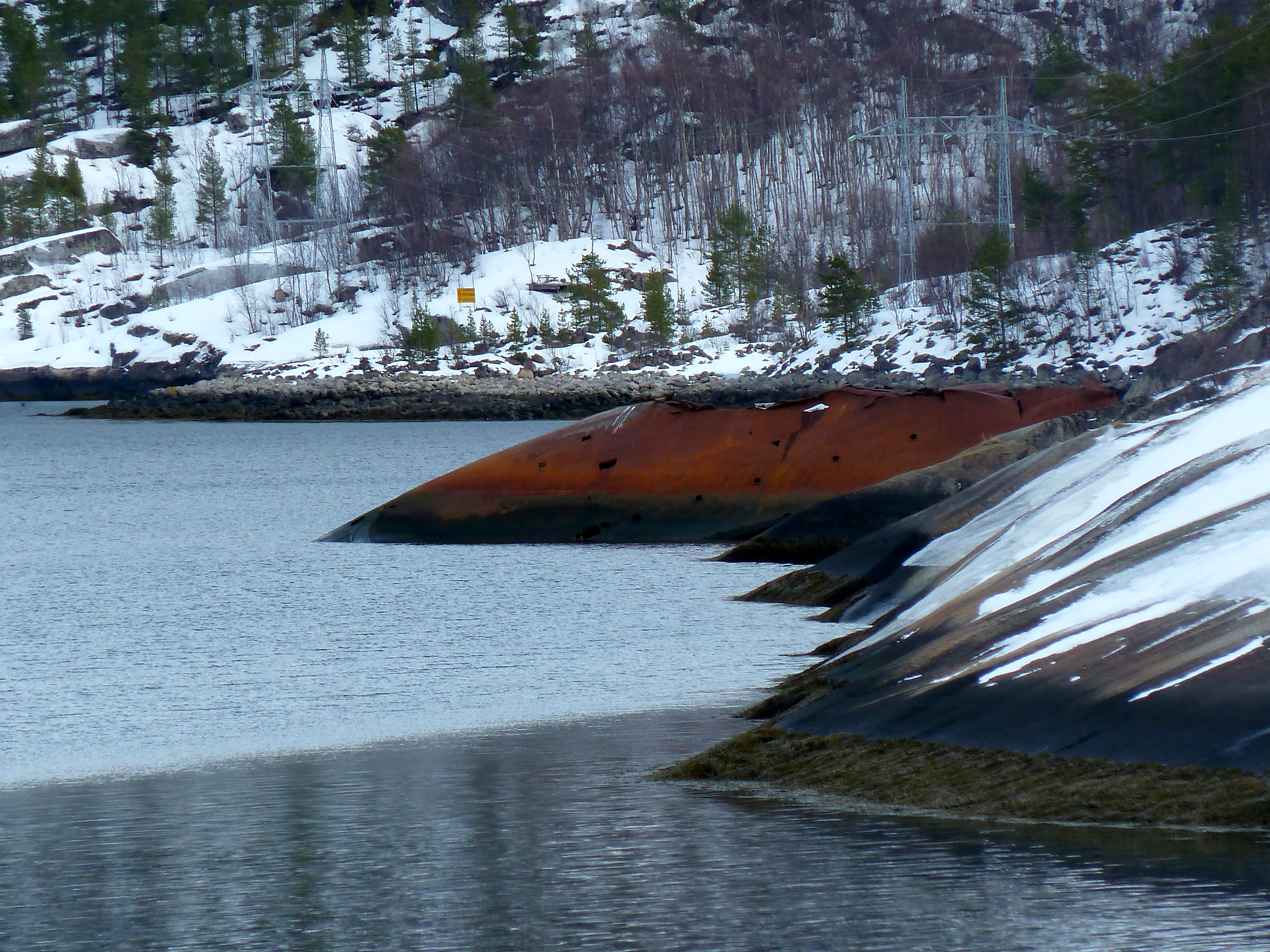
「Z2」の残骸（2012年撮影）

4月10日、イギリス海軍の駆逐艦5隻がフィヨルドに進入してナルヴィク港に停泊中の艦艇に攻撃を仕掛け、第1次ナルヴィク海戦が発生。バランゲンフィヨルドに停泊していた「Z2」と「Z11」は退避中のイギリス駆逐艦と交戦し、2隻は「ハーディ」、「ホットスパー」、「ハンター」を大破させた。「ハーディ」は海岸に乗り上げ、「ホットスパー」は「ハンター」と衝突事故を起こし、「ハンター」が沈没。しかし、「Z2」にも7発の命中弾があり、大きな損害を受けていた。
4月13日、戦艦「ウォースパイト」を中心とするイギリス艦隊が再びフィヨルドに進入し、第2次ナルヴィク海戦が発生。「Z2」は雷撃によって駆逐艦「エスキモー」を大破させたが、最後は艦長の判断により海岸に座礁し、全損となった。マックス＝エッカート・ヴォルフ艦長以下生存者は脱出し、ナルヴィクの地上戦に参加した。
「Z2」の船体は解体されず放置された。現在は二つに裂けて転覆した状態で残っており、ダイビングスポットとなっている。

## 登場作品
『アズールレーン』
鉄血公国駆逐艦「Z2」として登場。